# Livingston (New York)
Pour les articles homonymes, voir Livingston.
Livingston est une ville située dans le comté de Columbia, dans l'État de New York, aux États-Unis,. En 2010, elle comptait une population de 3 646 habitants, estimée au 1er juillet 2014 à 3 502 habitants.

## Démographie
Lors du recensement de 2010, la ville comptait une population de 3 646 habitants. Elle est estimée, en 2016, à 3 502 habitants.